# Unterelkofen
Unterelkofen ist ein Gemeindeteil der Stadt Grafing bei München im oberbayerischen Landkreis Ebersberg. Das Dorf liegt circa zwei Kilometer südlich von Grafing. Unterelkofen wurde als Teil von Elkofen im Jahr 1978 nach Grafing bei München eingemeindet.

## Baudenkmäler
- Burg Elkofen